# Numeriano
Numeriano, il cui nome completo era Marco Aurelio Numeriano (latino: Marcus Aurelius Numerianus; 254 circa – Nicomedia, novembre 284), è stato un imperatore romano dal 283 fino alla sua morte.
Figlio minore dell'imperatore Marco Aurelio Caro e fratello minore dell'imperatore Marco Aurelio Carino, fu associato al potere col titolo di cesare e seguì il padre in oriente, ma, dopo la morte di Caro, morì in circostanze misteriose.

## Biografia

### Origini familiari ed ascesa al trono del padre

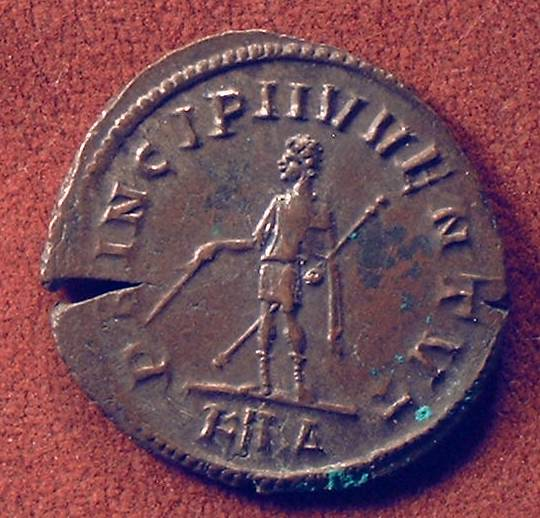
Numeriano princeps iuventutis.

Era il figlio minore dell'imperatore Caro e fu dal padre nominato cesare e "principe della gioventù" (princeps iuventutis) insieme al fratello maggiore Carino. Le fonti storiche ne descrivono gli interessi di natura letteraria: il suo talento oratorio ed i discorsi scritti gli guadagnarono una notevole ammirazione.
Partecipò con il padre alla spedizione contro i Persiani, mentre al fratello Carino era affidata la parte occidentale dell'impero: dopo la vittoria e la conquista della capitale nemica Ctesifonte fu acclamato imperatore dall'esercito insieme al padre. Ancora durante la spedizione Caro morì e Numeriano gli succedette sul trono come collega del fratello.

### Regno (283-284)
Abbandonò forse i territori conquistati per far ritorno nella capitale, ma venne ucciso dal suocero e prefetto del pretorio Arrio Apro, che sperava di succedergli sul trono imperiale. Secondo alcuni resoconti storici, essendosi ammalato agli occhi, il suocero gli consigliò di viaggiare in una lettiga chiusa e approfittò del fatto che non potesse apparire alla presenza dei soldati per assassinarlo. Scoperto il cadavere, l'esercito proclamò tuttavia imperatore Diocle che cambiò il suo nome nel più "latino" Diocleziano e mise immediatamente a morte Apro. Carino, rimasto a Roma concesse onori divini al fratello assassinato e fu quindi ucciso dal proprio esercito mentre combatteva contro Diocle.
Secondo alcuni storici, la versione precedente sarebbe invece una propaganda romana, volta a nascondere la sconfitta di Numeriano per mano del sovrano sasanide Bahram II e la conseguente morte dell'imperatore romano. Di tale sconfitta vi sarebbe eco in un brano di Giovanni Zonara, in cui Numeriano, sconfitto, è scotennato vivo dai suoi nemici, e in Giovanni Malalas, in cui Numeriano, che prima di iniziare la campagna contro i Persiani manda a morte il vescovo di Antiochia Babila, viene sconfitto, assediato in Carre, catturato e scuoiato. Al di là della veridicità della morte per scotennamento, episodio ricalcato su quello di Valeriano, questa sconfitta renderebbe inutile la rinuncia alle terre conquistate e la morte per mano di Apro, cui non avrebbe giovato perdere il genero mentre Marco Aurelio Carino era ancora in vita. In tal caso è possibile che nel rilievo di Naqsh i Rustam l'imperatore romano caduto sia Numeriano.
Nemesiano, un poeta africano di lingua latina, progettò di comporre un poema sulle imprese di Caro e Numeriano, ma senza mai iniziarlo.